# Flugplatz Bressaucourt

i7
i11
i13
Der Flugplatz Bressaucourt (französisch Aérodrome du Jura, ICAO-Code: LSZQ) ist ein Regionalflughafen in der Schweiz.
Der Flugplatz liegt im Ort Bressaucourt in der Gemeinde Fontenais, vier Kilometer südwestlich von Porrentruy im Kanton Jura. Er wurde am 1. Juli 2011 für den allgemeinen Betrieb freigegeben, am 7. September 2013 offiziell eingeweiht und ersetzt den nur mit einer Graspiste ausgestatteten Flugplatz Porrentruy in Courtedoux.
Für den Bau der Piste wurde 2009 das Gelände mit Aushubmaterial aufgeschüttet, das beim Bau der benachbarten Autobahn anfiel.